# HVDC Inter-Island Link

Landkarte der Hochspannungsleitungen in Neuseeland. Der HVDC Inter-Island Link ist als punktierte Linie eingezeichnet

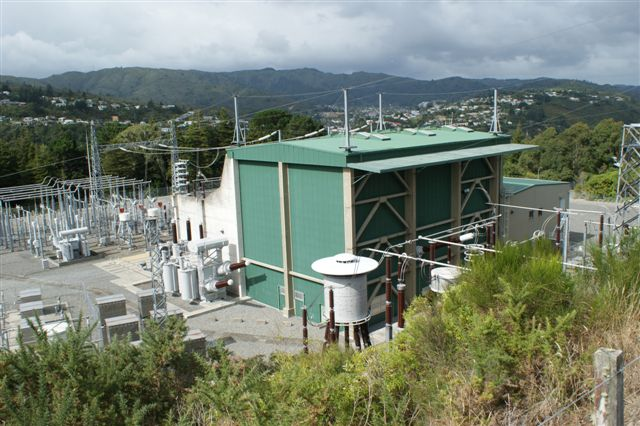
Stromrichterstation der HGÜ in Haywards

Der HVDC Inter-Island Link ist eine Hochspannungs-Gleichstrom-Übertragungsleitung (HGÜ) zwischen der Süd- und der Nordinsel von Neuseeland. Die Leitung dient hauptsächlich dazu, auf der Südinsel aus Wasserkraft gewonnene elektrische Energie zur Nordinsel zu übertragen. Die Leitung wird von Transpower New Zealand betrieben. Die Kabel, einschließlich des etwa 40 Kilometer langen Seekabels zwischen den Inseln, wurden von der englischen Firma British Insulated Callender’s Cables (BICC) gelegt. Die HGÜ wurde im Jahr 1965 mit von Asea Brown Boveri (ABB) errichteten Quecksilberdampfgleichrichtern in Betrieb genommen. Im Jahr 1991 erfolgte eine Umstellung auf Thyristoren.
Die Leitung beginnt auf der Südinsel bei dem Kraftwerk Benmore in der Region Canterbury, umfasst eine Freileitung von 535 Kilometern Länge, durchquert als Seekabel mit 40 Kilometern Länge die Cook Strait und endet in Haywards in der Nähe von Wellington auf der Nordinsel.
Die Stromübertragungsleitung ist als eine asymmetrische, bipolare Leitung ausgeführt, welche aufgrund der Asymmetrie mit zwei getrennten Polen betrieben wird: Pol 1 wird mit einer Gleichspannung von +270 kV und Pol 2 mit −350 kV betrieben.
Seit 2013 ist eine neue Stromtrasse in Betrieb, die Pol 3 genannt wird. Diese neue Trasse löste die 46 Jahre alte Pol-1-Trasse ab. Damit wurde die maximal übertragene Leistung von 900 MW auf 1200 MW erhöht.